# Amphineurus (Nothormosia) blackballensis
Amphineurus (Nothormosia) blackballensis is een tweevleugelige uit de familie steltmuggen (Limoniidae). De soort komt voor in het Australaziatisch gebied.